# Alstom Coradia Continental
Az Alstom Coradia Continental az Alstom által gyártott villamos motorvonat család. 2008 és 2009 között gyártottak belőle összesen 138 db-ot három különböző változatban. A Deutsche Bahn és számos magánvasúttársaság használja regionális forgalomra.

## Kifejlesztése
A radiálisan állítható egytengelyes forgóvázakon futó LIREX koncepciójából a továbbfejlesztés során teljesen alacsonypadlós motorvonatok családja alakult ki hagyományos forgóvázakkal és a középső kocsik közötti Jakobs-forgóvázakkal. Először az Alstom Coradia Nordic alcsaládot fejlesztették ki, amely az északi országokban való üzemeltetésre alkalmas, majd később ebből alakították ki a Coradia Continental alcsaládot a közép-európai üzemeltetéshez. A Coradia Continental járművek abban különböznek a Coradia Nordic-tól, hogy a német határprofilhoz igazított, egyenes oldalfalakkal rendelkező új karosszériával rendelkeznek.
2009 és 2010 között a Coradia Continental motorvonatokat a Velimi Vasúti Kísérleti Központban tesztelték.

## Műszaki jellemzők
A járműcsalád szerelvényei szabványosított egyedi járművekből álló építőkészletből állnak, amelyek a vontatóberendezéseket és a segédműveket - a vontatómotorok kivételével - a tetőn hordozzák. A végkocsik kétféle hosszúságúak; mindegyikben egy fő transzformátor, egy vontatási átalakító és egy segédátalakító található. A középső kocsik az áramszedőket, a sűrített levegőellátás berendezéseit és az akkumulátor dobozokat tartalmazzák. Kivételt képez az 1440-es, ahol mindkét végkocsin egy-egy akkumulátordoboz található. Az utastér légkondicionáló egysége minden jármű közepén található. A 0440-es sorozatú járműveken külön motorhűtő van a végkocsikon, az 1440-es sorozatú egységeken ez a fő transzformátor hűtőjével van kombinálva.
A jármű fejét gyűrődési zónákkal is ki lehet alakítani; ezeket a 0440-es sorozatú járművekre nem szerelik fel a jármű hosszának csökkentése és a költségmegtakarítás érdekében. Az ügyfelek igényeinek megfelelően a Alstom Coradia Nordic esetében a vezetőfülke oldalsó ajtajai és a második PZB adatbeállító is elhagyásra kerültek. A regensburgi E-hálózatban, az augsburgi E-hálózatban és a Mainfrankenbahnon az agilisnél a vonatok visszahúzható lépcsőkkel vannak felszerelve. Mielőtt az ajtók kinyílnak, a vonat alá nyúlnak.
A járművek legalább 95 %-ban újrahasznosítható anyagokból épültek.